# Судиловский, Пётр Михайлович
Пётр Михайлович Судиловский (13 февраля 1928 год, деревня Судилы — 14 февраля 2000 год, Минск) — генеральный директор производственного объединения «Белорускалий» Министерства химической промышленности СССР, Минская область, Белорусская ССР. Герой Социалистического Труда (1974). Лауреат Государственной премии Белорусской ССР (1974). Полный кавалер Знака «Шахтёрская слава».

## Биография
Родился в 1928 году в крестьянской семье в деревне Судилы Климовичского района Могилевской области. С 1943 в рядах Красной армии, участник Великой Отечественной войны. После демобилизации поступил на учёбу в Минский политехнический техникум, который окончил в 1948 году. Окончил Ленинградский горный институт (1954). После института работал инженером в городе Кировск Мурманской области на комбинате «Апатиты».
С 1962 года проживал в Солигорске, где работал инженером, главным маркшейдером 2-го рудоуправления (1962—1969). Первый секретарь Солигорского ГК КПБ (1969—1971), генеральный директор РУП "ПО «Беларуськалий» (1972—1982). Без отрыва от производства окончил в 1977 году Институт управления народного хозяйства СССР.
Под его руководством в объединении «Беларуськалий» были внедрено новое производство калийных удобрений, построены мощности Четвёртого рудоуправления и различные социальные объекты в Солигорске. Указом Президиума Верховного Совета СССР от 15 января 1974 года за выдающиеся успехи в выполнении и перевыполнении планов 1973 года и принятых социалистических обязательств был удостоен звания Героя Социалистического Труда с вручением ордена Ленина и золотой медали «Серп и Молот».
С 1976 года — директор Центрального Государственного исторического архива при Совете Министров Белорусской ССР.
В 1976 году избирался делегатом XXV съезда КПСС, XXVIII и XXIX съездов Компартии Белоруссии.
Умер в 2000 году в Минске.
В его честь названа одна из улиц города Солигорска.

## Награды
- Герой Социалистического Труда — указом Президиума Верховного Совета СССР от 15 января 1974 года
- Орден Ленина
- Орден Отечественной войны 2 степени (11.03.1985)
- Орден Трудового Красного Знамени (25.08.1971)
- Орден Дружбы народов (15.05.1986)
- Орден «Знак Почёта» (28.05.1966)